# Birregurra
Birregurra is een plaats in de Australische deelstaat Victoria en telt 828 inwoners (2016). De naam is afgeleid van een woord uit de Aboriginal taal dat "kangaroekamp" zou betekenen.
In deze plaats ligt het restaurant Brae, dat in 2017 op de 44ste plaats kwam in The World's 50 Best Restaurants.